# 朝倉豊次
朝倉 豊次（あさくら ぶんじ、1894年（明治27年）7月6日 - 1966年（昭和41年）1月27日）は日本海軍の軍人、最終階級は海軍少将。

## 経歴
富山県下新川郡前沢村（現：黒部市前沢）出身。「朝倉豊次著作集」によると、魚津中学に5年間通い、海軍兵学校、陸軍士官学校(28期)ほか二校を受験し、全て合格する。陸士については官報にて確認できた。1916年（大正5年）11月、海軍兵学校（44期）を48番/95名で卒業し、翌年12月に少尉任官。海軍砲術学校高等科で学んだ。駆逐艦「羽風」、潜水母艦「迅鯨」の各砲術長、海兵教官兼監事などを経て、1930年（昭和5年）11月、海軍大学校（甲種28期）を卒業した。同年12月、第2水雷戦隊参謀となり、第2艦隊参謀、軍令部参謀（第1班第2課兼第1課）、軍令部部員（第1部第2課兼第2部第3課）を歴任。
1933年（昭和8年）11月、中佐に昇進。

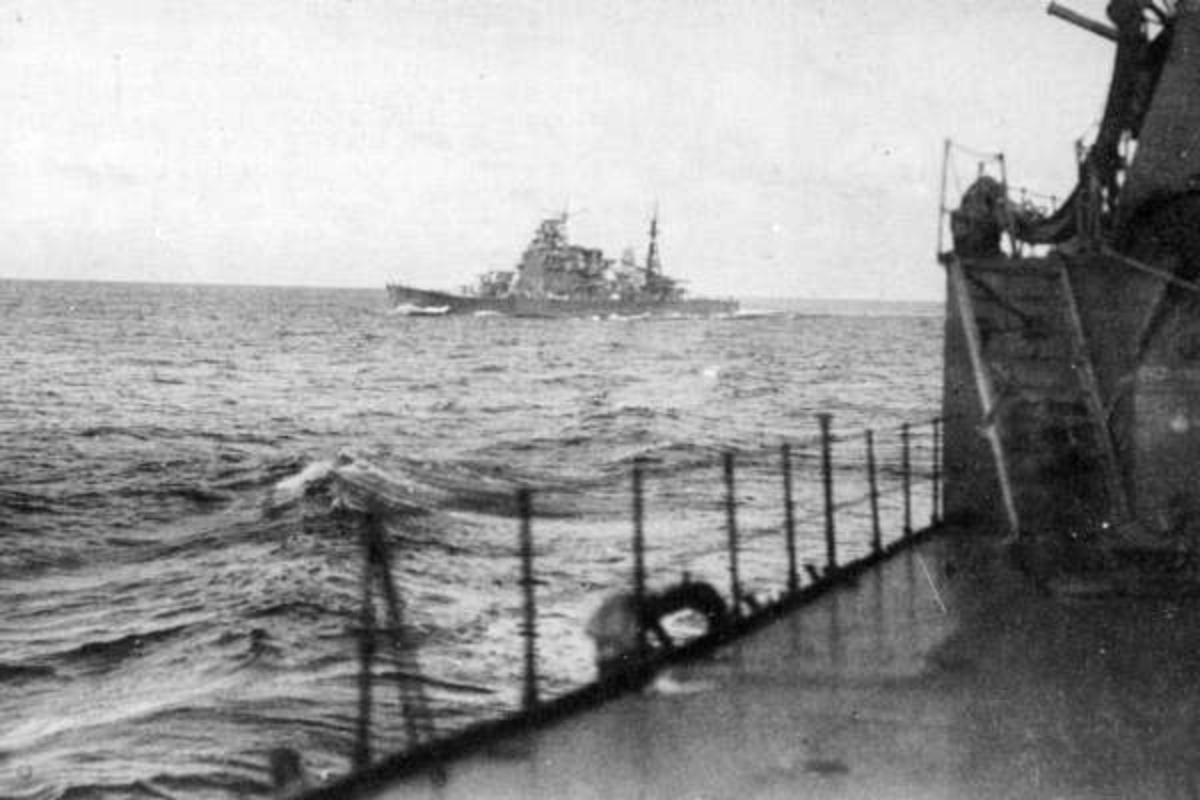
重巡洋艦「高雄」（朝倉豊次艦長）が、ガダルカナル島砲撃に向けて航海中。重巡「愛宕」から撮影、後方は戦艦「霧島」。

1934年（昭和9年）11月、聯合艦隊司令長官兼第1艦隊司令長官高橋三吉中将（29期）の幕僚である聯合艦隊砲術参謀兼第1艦隊砲術参謀に就任。在職中、二・二六事件に遭遇している。その後、海軍省教育局局員（第2課兼第1課）を経て、1938年（昭和13年）11月、大佐に進級し横須賀鎮守府附となる。進級は44期の第二選抜組に位置し、この頃には同期生中の序列も13番に上昇している。同年12月、給油艦「石廊」特務艦長に就任した。1939年（昭和14年）4月に「石廊」はアメリカ合衆国ハワイ準州のホノルルに寄港し、朝倉は客死した斎藤博駐米大使の遺骨を日本へ送る途中だった米重巡「アストリア」を訪問して謝意を述べた。
海兵監事兼教官、第2艦隊司令部附を経て、1941年（昭和16年）8月、重巡洋艦「高雄」艦長に就任。
着任した「高雄」を横須賀のドックから出渠し横須賀沖で諸試験を行っている最中、汽船「北海丸」と衝突事故が発生。非は「高雄」側にあったようで、朝倉艦長は謹慎20日の懲罰を受けている。艦の損害は、当時の金額で約28万円だったという。
この懲罰が進級に影響したのか、1943年（昭和18年）11月、朝倉大佐（電報符395）より序列が後任であった同期生の黒島亀人軍令部第2部長（同405）、早川幹夫「長門」艦長（同406）、大野竹二「大和」艦長（同409）が少将に進級したのに対して朝倉の進級は見送られている。
（※電報符とは毎年、上は元帥海軍大将から下は少尉候補生まで、全海軍士官に対して序列順に割り振られた背番号のようなものであり、先任後任の序を重視する軍隊では重要な人秘であった。電報符は毎年更新される『現役海軍士官名簿』で定められていた。太平洋戦争期の電報符1は、元帥海軍大将伏見宮博恭王である。）
艦内で謹慎を終えた朝倉大佐は、「高雄」艦長の配置で太平洋戦争開戦を迎えた。
以降、近藤信竹中将（35期首席）が率いる第2艦隊第4戦隊所属として南方作戦、アリューシャン作戦、第二次ソロモン海戦、南太平洋海戦、第三次ソロモン海戦と一年半もの間、多くの作戦に従事した。のちに戦艦「武蔵」艦長に就任していることから、多くの作戦における働きが高く評価されたものと思われる。
1943年（昭和18年）2月、艦政本部出仕となり、艦政本部総務部第2課長、兼総務部臨時魚雷艇班班長、聯合艦隊司令部附を歴任。戦局は次第に日本に不利に傾きつつあり、朝倉の末娘は同年春頃、夜中に帰った父が母に対して「あまり長引いたら難しい」「力の差をわかっているのだろうか」と語ったことを記憶している。同年12月に「武蔵」第3代艦長に就任した。
1944年（昭和19年）5月、少将に進級。「武蔵」が6月のマリアナ沖海戦に出撃したのち、8月に後任である猪口敏平大佐（46期）に引き継いで、第1南遣艦隊司令部附となった。その後、第1南遣艦隊参謀長兼補給長、第13航空艦隊参謀長兼第1南遣艦隊参謀長を経て、第10方面艦隊参謀長兼第13航空艦隊参謀長兼第1南遣艦隊参謀長として昭南島（シンガポール島）で終戦を迎えた。
1948年（昭和23年）3月に解員となり、同月末、公職追放の仮指定を受けた。1949年（昭和24年）9月、神戸に帰還した。
富山県に戻った後、前沢村などが合併して成立した桜井町 (富山県)の助役、教育長を経て、同町などが合併して成立した黒部市の初代教育長を務めた。